# Tonga na Letnich Igrzyskach Olimpijskich 2004
Tonga na XXVIII Letnich Igrzyskach Olimpijskich w Atenach reprezentowało pięcioro sportowców.
Był to szósty start Tonga na letnich igrzyskach olimpijskich.

## Reprezentanci

### boks
- Maʻafu Hawke - waga superciężka, 1/8 finału

### judo
- Akapei Latu - kategoria do 73 kg, 1/8 finału

### lekkoatletyka
- Filipo Muller - 100 metrów mężczyzn, 73. miejsce
- ʻAna Poʻuhila - pchnięcie kulą kobiet, 32. miejsce

### łucznictwo
- Sifa Taumoepeau - turniej indywidualny mężczyzn, 61. miejsce